# Arcidiecéze Sydney
Arcidiecéze sydneyská (latinsky Archidioecesis Sydneyensis) je římskokatolická arcidiecéze na území australského města Sydney a katedrálou Panny Marie. Jde o jedno z typických sídel kardinála katolické církve. Jejím současným arcibiskupem je Anthony Colin Fisher. Jde o metropolitní arcidiecézi, jíž jsou podřízeny tyto sufragánní diecéze na území australského státu Nový Jižní Wales:
- Diecéze Armidale
- Diecéze Bathurst
- Diecéze Broken Bay
- Diecéze Lismore
- Diecéze Maitland–Newcastle
- Diecéze Parramatta
- Diecéze Wagga Wagga
- Diecéze Wilcannia–Forbes
- Diecéze Wollongong

Z administrativních důvodů jsou k provincii připojeny následující:
- Arcidiecéze Canberra a Goulburn
- Katolická diecéze Australských obranných sil
- Chaldejská katolická eparche Svatého Tomáše Apoštola v Sydney (eparchie chaldejské církve)
- Maronitská eparchie sv. Marona v Sydney (maronitská)
- Melchitská eparchie sv. Michaela Archanděla v Sydney (melchitská)

## Stručná historie
Roku 1834 vznikl Apoštolský vikariát Nového Holandska a Van Diemenovy země, ze kterého se 5. dubna 1842 stala diecéze a již 22. dubna 1842 byla povýšena na metropolitní arcidiecézi.